# جبل ماموث
جبل ماموث هو مجمع قبب حمم البركانية يقع جزئيًا داخل بلدة ماموث ليكس، كاليفورنيا، في غابة إنيو الوطنية في مقاطعتي ماديرا ومونو. وهي بقعة لمنطقة تزلج كبيرة بشكل أساسي على جانب مقاطعة مونو.
تشكل جبل ماموث نتيجة لسلسلة من الانفجارات البركانية التي حدثت منذ 57000 سنة مضت. ولا يزال جبل ماموث ينتج غازات بركانية ضارة تقتل الأشجار.